# Ooooooohhh... On the TLC Tip
Ooooooohhh... On the TLC Tip er titlen på  debutalbummet  fra den amerikanske R&B-gruppe TLC, udgivet i februar 1992 på LaFace Records. Albummet er produceret af Dallas Austin og Babyface. Det blev en stor succes med over 6 millioner solgte eksemplarer. De tre første singler ("Ain't 2 Proud 2 Beg" #6, "Baby-Baby-Baby" #2 og "What About Your Friends" #7) kom alle ind på US Billboard Hot 100.

## Skæringer
1. "Intro" - 0:31
2. "Ain't 2 Proud 2 Beg" - 5:36
3. "Shock Dat Monkey" - 5:08
4. "Intermission I" - 0:19
5. "Hat 2 da Back" - 4:16
6. "Das da Way We Like 'Em" - 5:01
7. "What About Your Friends" - 4:53
8. "His Story" - 4:22
9. "Intermission II" - 0:59
10. "Bad by Myself" - 3:55
11. "Somethin' You Wanna Know" - 5:43
12. "Baby-Baby-Baby" - 5:15
13. "This Is How It Should Be Done" - 4:27
14. "Depend on Myself" - 4:11
15. "Conclusion" - 0:47